# أولاد بوغادي
أولاد بوغادي هي قرية مغربية غرب المملكة. تنتمي أولاد بوغادي لإقليم خريبكة. تضم هذه الجماعة القروية 8.648 نسمة (إحصاء 2014).